# Gelis margaritae
Gelis margaritae är en stekelart som beskrevs av Bogacev 1946. Gelis margaritae ingår i släktet Gelis och familjen brokparasitsteklar. Inga underarter finns listade i Catalogue of Life.